# Pistola bengala
A pistola bengala ou pistola de bengala é um tipo de bengala especialmente manufacturada por forma a poder ser usada como uma arma de fogo.
Foram particularmente populares nos Estados Unidos e na Inglaterra, tendo sido produzidas aos milhares de unidades entre o início do séc. XIX até meados do séc. XX. Nos países anglófonos foi vulgarmente apelidada de "arma do larápio" (poacher's gun), possivelmente pela facilidade e rapidez com que poderia ser manejada e empunhada; porém, este era um objeto elitista quase exclusivamente usado pelas classes mais altas. Atualmente, a pistola bengala é pouco prática, sendo apenas considerado um objeto de coleção.
O propósito essencial das pistolas bengala era o de proteção pessoal contra roubos e ataques à queima-roupa. As pistolas bengala possuem um interior oco, onde assentam todos os componentes da arma de fogo. O gatilho da arma situa-se discretamente por baixo da pega da bengala, permitindo uma reação bastante rápida. A munição sairia disparada ao longo da cana da bengala, atingindo o alvo se ele se encontrasse a uma curta distância.
Apesar das limitações, a pistola bengala ainda foi bastante usada durante o século XIX. O curto espaço no interior só permitia que a pistola possuísse uma única bala. Além da pistola de mão comum, foi ainda criada uma versão que envergava um sistema semelhante ao de uma caçadeira. A caçadeira era, de resto, um sistema bastante conveniente para ser usado, pois revela-se particularmente eficaz e potente nas condições de alta pressão encontradas no interior da bengala.
A pistola bengala não deve ser confundida com a pistola de bengalas, o termo espanhol que define a pistola sinalizadora.